# Theophrasta
Theophrasta ist die namensgebende Pflanzengattung der Unterfamilie der Theophrastoideae in der Familie der Primelgewächse (Primulaceae). Sie wurde von Carl von Linné nach dem griechischen Philosophen und Naturforscher Theophrastos von Eresos benannt.

## Beschreibung
Die Theophrasta-Arten sind aufrechte, unverzweigte Sträucher oder kleine Bäume mit stachlig besetztem Stamm. Die großen Laubblätter sind am Rand stachlig-gezähnt oder gezähnt.
Der oberhalb des Laubwerks stehende Blütenstand ist eine annähernd endständige Traube aus vielen Blüten. Die unangenehm duftenden Blüten sind fünfzählig und zwittrig mit doppelter Blütenhülle. Es sind Täuschblumen die Pilze vortäuschen. Die Krone ist glockenförmig, ihre Farbe ist orange-braun bis blass gelb-braun, im Alter dunkelt sie bis bräunlich schwarz nach. Die Anhängsel (Staminodien) der Krone ragen heraus und sind schräg länglich, sie setzen innerhalb der Röhre an. Die Staubfäden sind am Ansatz vereint und die Staubbeutel schmal länglich. 
Die Beere ist annähernd rund, das Perikarp ist dünn und knitterig.

## Verbreitung
Die Gattung Theophrasta ist endemisch auf der zu den Großen Antillen gehörenden Insel Hispaniola.

## Systematik

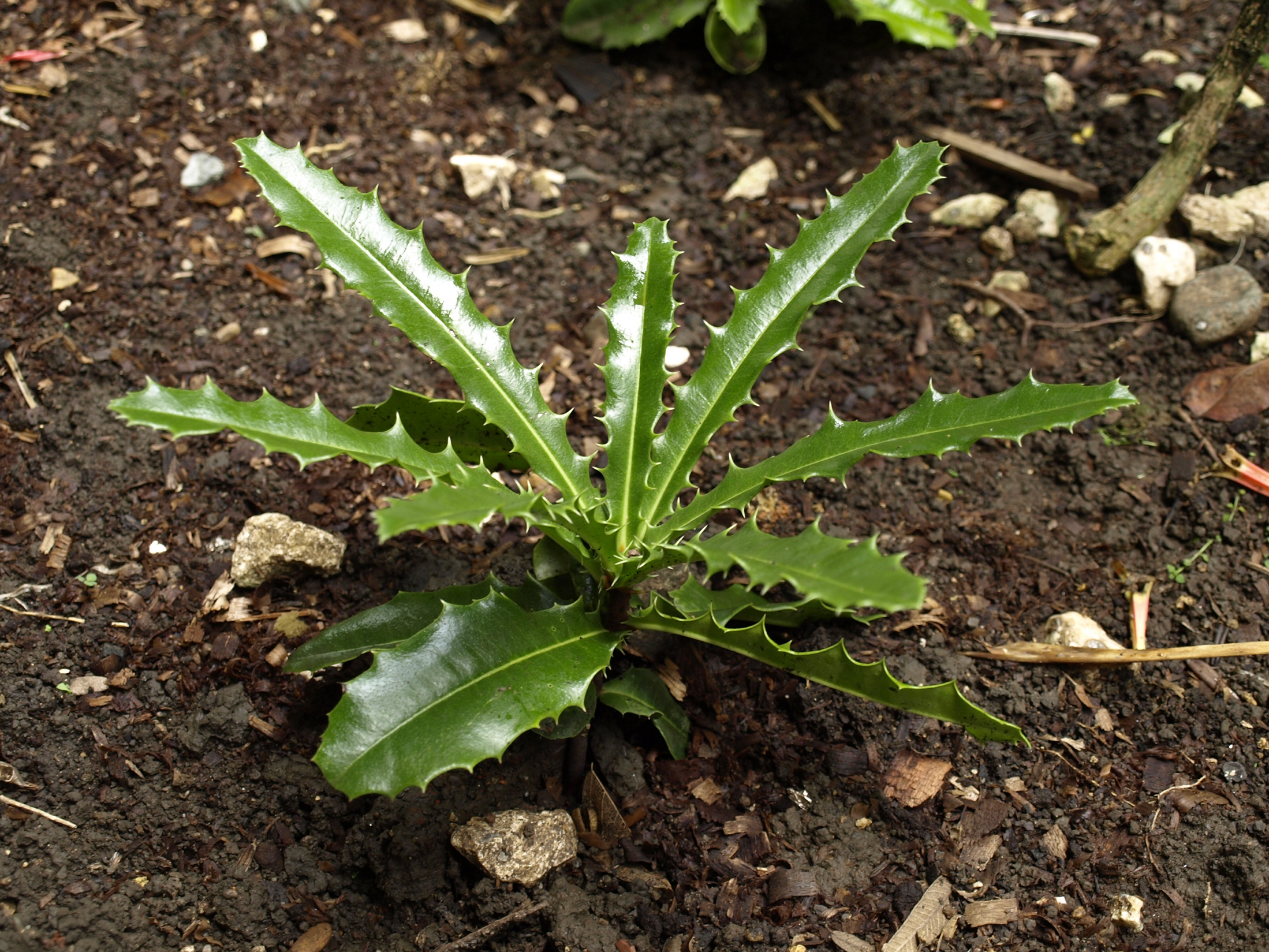
Theophrasta jussieui

Die Gattung Theophrasta enthält zwei Arten:
- Theophrasta americana L.: Sie kommt in Haiti und in der Dominikanischen Republik vor.[1]
- Theophrasta jussieui Lindl.: Sie kommt in Haiti vor.[1]